# Zona Especial de Conservación Río Asón

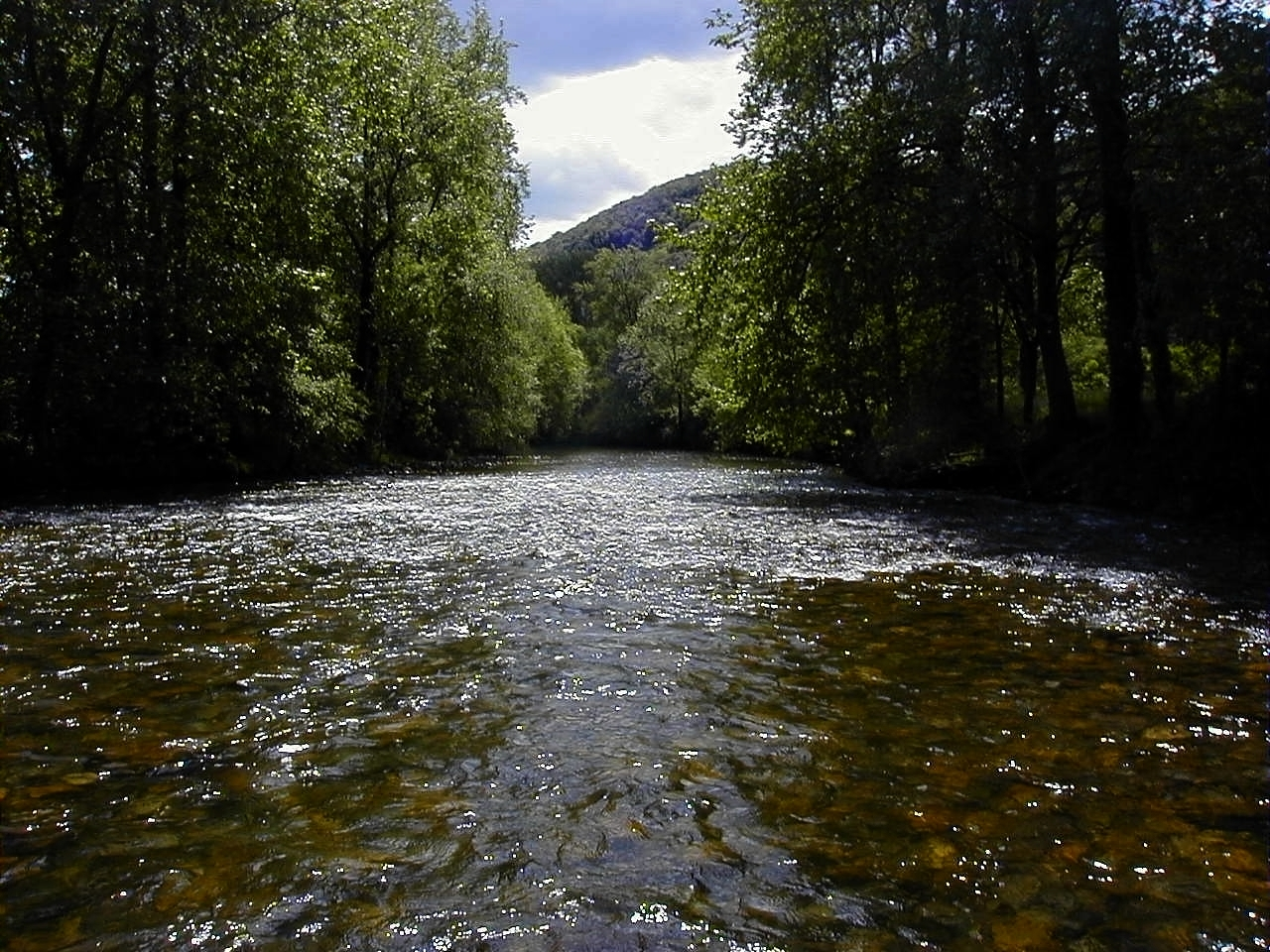
El río Asón por el valle de Ruesga (Cantabria).

La Zona Especial de Conservación Río Asón es un espacio protegido de Cantabria, declarado Lugar de Importancia Comunitaria por Decisión de la Comisión Europea de 7 de diciembre de 2004, designado posteriormente Zona Especial de Conservación mediante el Decreto 19/2017 del Consejo de Gobierno de Cantabria, e incluido en la Red de Espacios Naturales Protegidos de Cantabria por la Ley de Cantabria 4/2006, de 19 de mayo, de Conservación de la Naturaleza.
Comprende el curso principal del Asón en todo su recorrido y sus principales afluentes, el Gándara y el Carranza en su tramo cántabro.
Con una superficie total de más de 530 ha, atraviesa los municipios de Soba, Arredondo, Ruesga, Ramales de la Victoria, Rasines y Ampuero.
Destaca la presencia de salmón atlántico (Salmo salar), madrilla (Chondrostoma miegii), sábalo (Alosa alosa), el desmán ibérico (Galemys pyrenaicus) o el cangrejo de río (Austropotamobius pallipes).